# Deșeu radioactiv

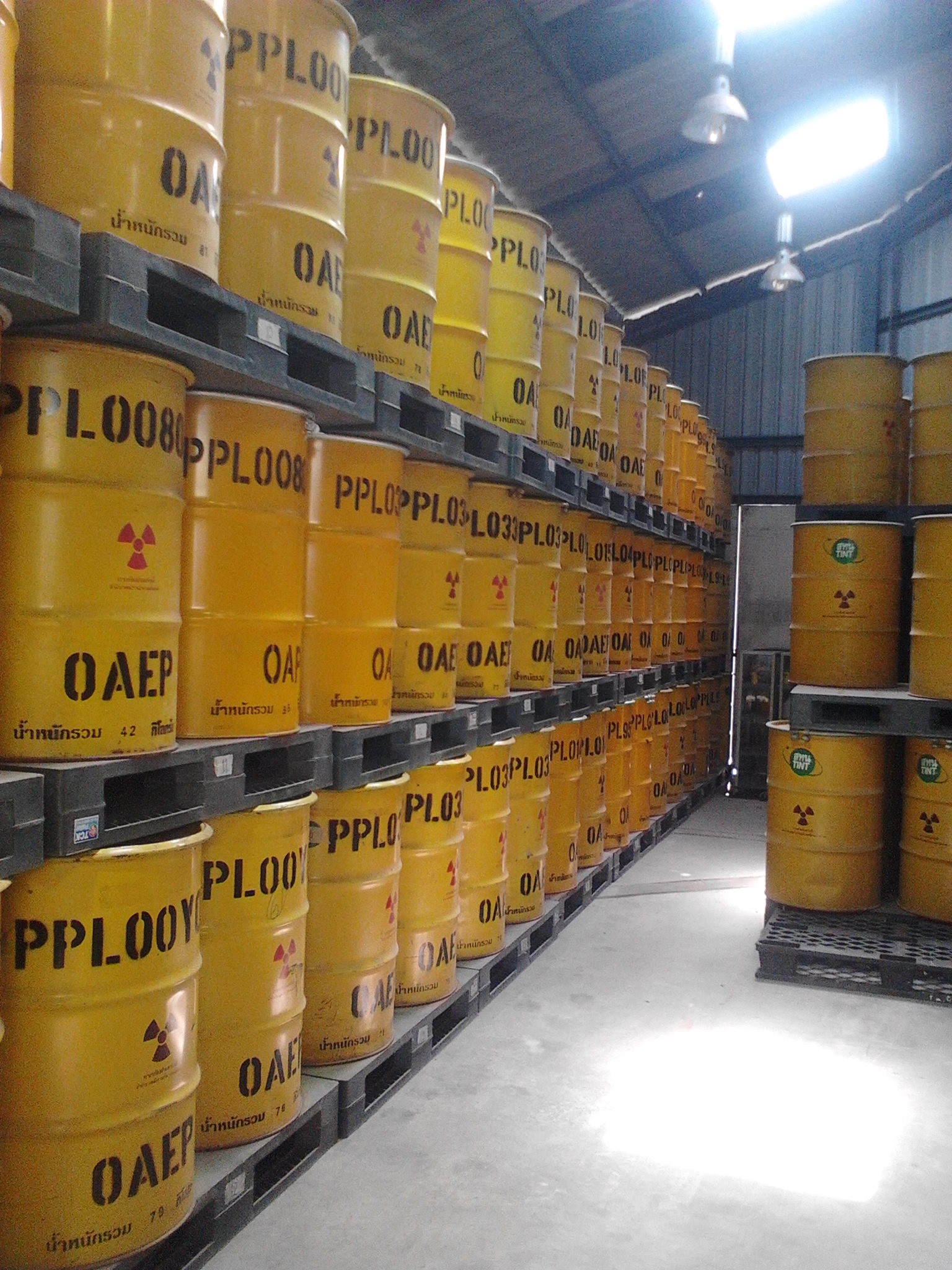
Deșeu radioactiv de activitate scăzută

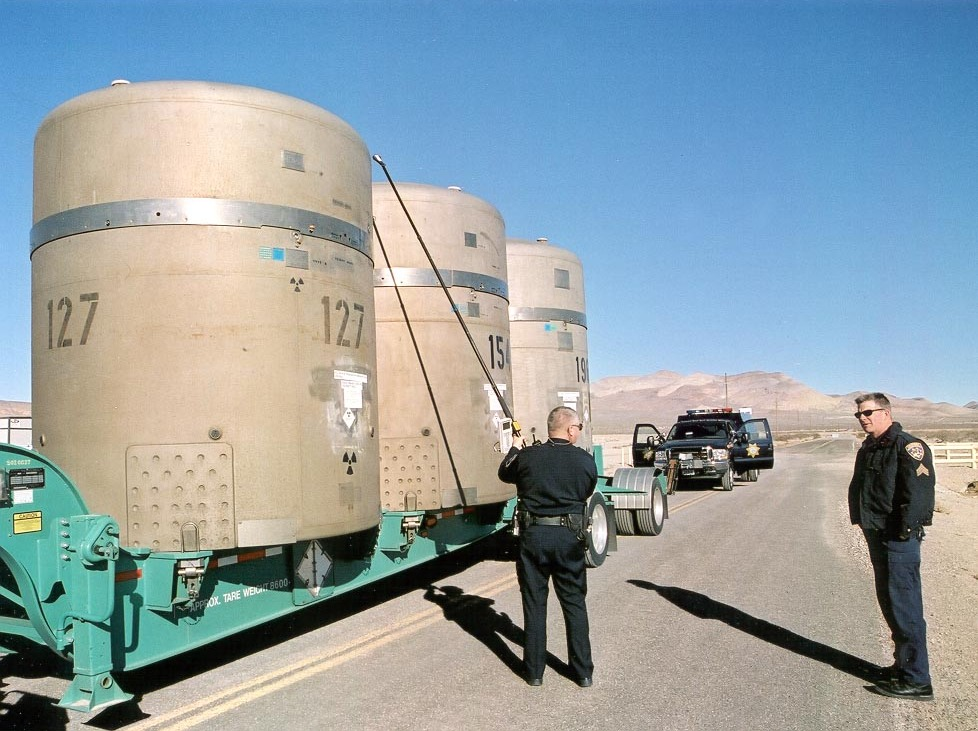
Transport deșeu radioactiv de origine nucleară, Nevada, USA

Deșeurile radioactive sunt materiale rezultate din activități nucleare sau nenucleare pentru care nu s-a prevăzut nici o întrebuințare și care conțin sau sunt contaminate cu radionuclizi. Deșeurile rezultate din activități nucleare (pe scurt, deșeuri nucleare) sunt deșeuri radioactive. În schimb, nu toate deșeurile radioactive sunt implicit deșeuri nucleare, putând proveni din activități care nu sunt legate de ciclul combustibilului nuclear. Stocarea și depozitarea deșeurilor radioactive este reglementată de către agenții guvernamentale în vederea protejării sănătății umane și a mediului înconjurător.

## Originea deșeurilor radioactive
De la descoperirea radioactivității, omul a dezvoltat activități practice civile (cercetare, medicină, producere de energie electrică etc.) sau militare (arma nucleară). Una dintre consecințele acestor activități a fost apariția deșeurilor radioactive, care adaugă noi componente la fondul natural de radiații. Deșeurile nucleare sunt rezultatul al erei atomice și reprezintă practic problema cea mai mare a energeticii nucleare (lăsând la o parte radiofobia dezvoltată în cadrul populației ca urmare a testelor și accidentelor nucleare).

## Clasificare

### În funcție de proveniență
Deșeurile radioactive brute sunt reziduuri care provin din laboratoarele în care se lucrează cu substanțe marcate în toate stările de agregare. Deșeuri radioactive brute sunt și materialele solide și lichide (inclusiv apele de spălare) care sunt contaminate radioactiv în timpul lucrului cu radioizotopi. Marea majoritate a deșeurilor radioactive brute provin din instalații utilizate în diverse etape tehnologice ale ciclului combustibilului nuclear: obținerea combustibilului nuclear pur, producerea elementelor de ardere, respectiv reprocesarea acestora după un anumit timp de utilizare în reactor, dezafectarea facilităților nucleare. În reactorul nuclear – în paralel cu reacția de fisiune în lanț – rezultă și produși de activare, ca urmare a unor reacții nucleare ce se produc asupra nucleelor atomilor materialelor de întecuire, susținere, răcire etc. (care la rândul lor devin deșeuri radioactive brute). 
Reziduurile rezultate la tratarea deșeurilor radioactive brute – care se depozitează în deplină siguranță pentru biosferă – constituie deșeurile radioactive finite.

### În funcție de activitatea specifică

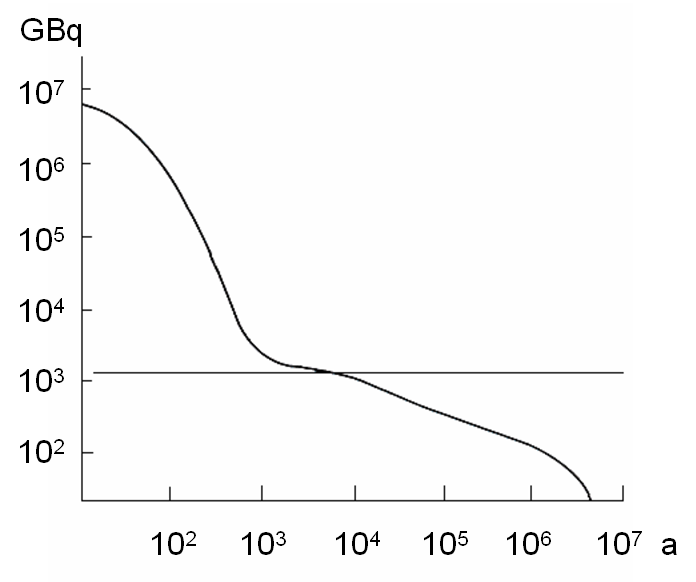
Variația în timp a activității unei tone de combustibil nuclear epuizat rezultat dintr-un reactor cu apă ușoară sub presiune

Deșeuri radioactive de activitate scăzută (sub 0,1 Ci/m3): sunt deșeuri provenite din industrie sau cercetare ce sunt contaminate radioactiv (hârtii, cârpe, saci de plastic, mănuși etc.), respectiv orice tip de deșeu radioactiv ce nu poate fi încadrat în una din următoarele clase: combustibil nuclear epuizat (ca deșeu radioactiv de activitate mare), deșeuri ce conțin elemente transuraniene sau deșeuri rezultate în urma prelucrării minereului uranifer.
Deșeuri radioactive de activitate medie (0,1–104 Ci/m3): clasă întermediară, de proveniență diferită
Deșeuri radioactive de activitate mare (peste 104 Ci/m3): rezultă mai ales în urma reprocesării combustibilului nuclear epuizat. Acestea sunt deșeuri lichide produse direct în cadrul reprocesării, precum și orice material solid derivat din aceste deșeuri lichide (de exemplu, în urma evaporării acestora), având un conținut ridicat de produși de fisiune. Această clasă de deșeuri radioactive este supusă unui control strict, conform normelor în vigoare.

### În funcție de timpul de viață
Deșeurile radioactive pot fi clasificate în funcție de timpul de înjumătățire al radioizotopilor conținuți în material (de viață scurtă, medie lungă și foarte lungă).

### În funcție de natura radiațiilor emise
În funcție de natura radiațiilor emise, deșeurile radioactive pot fi α–active sau β+γ–active.
Ținând cont de toate aceste elemente, Agenția Internațională pentru Energie Atomică (IAEA) a propus clasificarea deșeurilor radioactive după cum urmează:
|                                                                   | Deșeuri ce conțin numai radionuclizi de viață scurtă                                                                              | Deșeuri ce conțin radionuclizi de viață lungă | Deșeuri ce conțin radionuclizi de viață lungă                                                                                                   |
| Radionuclizi α                                                    | Deșeuri ce conțin numai radionuclizi de viață scurtă                                                                              | Radionuclizi α și β+γ | |
| Tip A                                                             | Tip B | Tip C | |
| Activitate inițială: pentru perioade scurte pentru perioade lungi | Mică sau medie Nulă sau foarte mică                                                                                               | Mică sau medie activitate superioară a 0,1 Ci/t, putere calorică inferioară a câteva sute de W/h                                                          | Foarte ridicată Scăzută sau medie Putere calorifică ridicată                                                                                    |
| Volum mediu anual                                                 | 30 000 m3 | 2 000 m3 | 100 m3 |
| Proveniență – natură                                              | Laboratoare, spitale, reactori nucleari Deșeuri tehnologice: îmbrăcăminte, mănuși, hârtie Rășini de epurare – materiale reformate | Uzine de fabricare a combustibilului MOX (U+Pu) Uzine de retratare a combustibilului epuizat Nămoluri – concentrate – carcase și teci ale combustibilului | Uzine de retratare ale combustibilului iradiat - soluții vitrificate ale produșilor de fisiune - produse insolubile Combustibil stocat ca atare |
| Tip de stocare                                                    | Centre de stocaj la suprafață | Stocare în galerii (depozite geologice profunde) | Stocare în puțuri (depozite geologice profunde), după o „răcire” de 30–100 ani                                                                  |

## Managementul deșeurilor radioactive
Deșeurile radioactive pot avea efecte negative asupra organismelor vii prin contaminarea internă sau externă pe care o pot produce. În concordanță cu Normele fundamentale de securitate radiologică, protecția împotriva efectelor negative ale radiațiilor ionizante asupra omului și a mediului înconjurător se realizează prin:
- interzicerea transferului în mediul înconjurător a deșeurilor radioactive solide
- interzicerea transferului în mediul înconjurător a deșeurilor radioactive lichide și gazoase cu activități totale sau concentrații de activitate superioare concentrațiilor maxime admise

Radioactivitatea antropică s-a adăugat celei naturale în ultima sută de ani, având însă o contribuție minoră comparativ cu cea din urmă. Semnificativi sunt radionuclizii produși din activități umane care au timpi de înjumătățire mari și foarte mari (produși de fisiune și produși de activare ai combustibilului nuclear sau a materialelor structurale). Combustibilul nuclear epuizat reprezintă categoria de deșeuri radioactive cea mai periculoasă și trebuie gospodărită cu mare atenție. În prezent există câteva metode utilizate pentru reducerea riscurilor asociate:

### Colectarea și identificarea deșeurilor radioactive
Aceste operații sunt efectuate de preferință cât mai aproape de locul și momentul producerii deșeurilor. Este indicat ca deșeurile radioactive să fie separate în funcție de radiotoxicitatea acestora și să se evite, atât cât este posibil, amestecarea nuclizilor α–activi cu cei β+γ–activi (cu timpi de înjumătățire și radiotoxicități foarte diferite). Este recomandată – de asemenea – trierea deșeurilor în funcție de capacitatea lor de a fi decontaminate sau insolubilizate prin diferite tratamente. În timpul tuturor acestor operații, este necesar să se înregistreze compoziția chimică și activitatea, în vederea îndeplinirii criteriului omogenității.

### Reducerea volumului
Tratamentul efluenților gazoși sau lichizi conduce la obținerea materiale solide sau de soluții foarte concentrate (care ulterior sunt transformate în deșeuri solide). Cu cât un deșeu are un volum mai mic, cu atât stocarea va fi mai facilă și mai puțin costisitoare. În acest scop, pot fi utilizate mai multe procedee fizice sau chimice precum compresarea, incinerarea sau măcinarea.

### Insolubilizarea și încorporarea în diverse materiale
Cu cât un material radioactiv este mai insolubil, cu atât va fi mai lentă difuzia radioizotopilor în contact cu soluțiile apoase. Chiar dacă coeficientul de solubilitate este scăzut, aceasta nu oferă suficiente garanții în privința radiotoxicității anumitor radioizotopi. Tratamentul chimic realizat în vederea insolubilizării și precipitării produșilor radioactivi are drept scop protejarea îndelungată față de acțiunea apei, deci încetinirea procesului de solubilizare. Se pune astfel problema încorporării deșeurilor radioactive în materiale adecvate (lianți hidraulici, bitumuri, (geo)polimeri).

### Stocarea deșeurilor radioactive

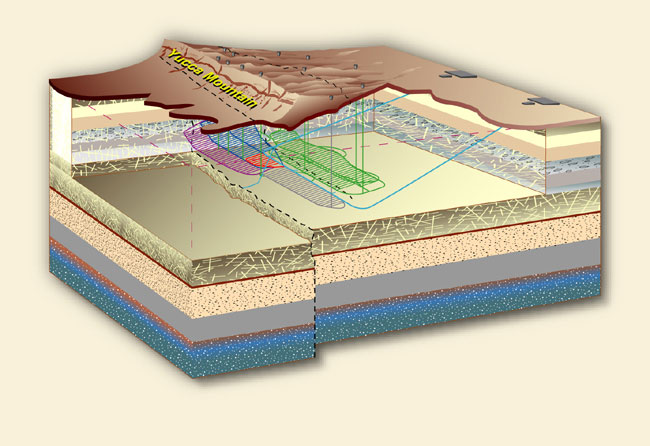
Secțiune transversală prin straturile geologice ale depozitului pentru stocarea finală a deșeurilor radioactive, Yucca Mountain, SUA

Un colet conținând deșeuri radioactive nu poate fi abandonat în mediul ambiant, fie că emite sau nu o doză de radiație superioară normelor admise. Acestea trebuiesc protejate atât de intervenția întâmplătoare sau răuvoitoare a omului, precum și de degradarea rezultată în urma acțiunii factorilor de mediu. În consecință, este necesară planificarea și realizarea de lucrări în vederea recepționării coletelor radioactive, supravegherea și protejarea acestora până când tadiotoxicitatea lor ajunge la o limită acceptabilă. Durata protejării acestora depinde de timpul de înjumătățire al radioizotopilor conținuți în deșeul respectiv:
- deșeurile radioactive cu conținut de radionuclizi cu timp de înjumătățire mai mic sau cel mult egal cu cel al 137Cs (33 de ani) pot face obiectul stocării la suprafață;
- pentru o activitate a superioară a 0,01 Ci/t (cauzată de prezența radioizotopilor a de viață lungă) este necesar să se realizeze un stocare în depozite geologice profunde.

Alegerea unei soluții perfecte, care să aibă în vedere condițiile de depozitare în deplină siguranță a acestor deșeuri, este foarte dificilă. Din cauza dezintegrării lente a radioizotopilor cu perioadă mare de înjumătățire, este preconizată o acumulare importantă a acestor reziduuri, cu posibile repercusiuni negative în viitor. Din acest motiv, pentru stocarea deșeurilor cu timp de înjumătățire mare este necesară menținerea unui echivalent al dozei pentru persoanele din public mai mic decât 0,25 mSv/an, garantat pentru o perioada mai mare de 10 000 ani. Pentru respectarea acestei condiții, locul de depozitare trebuie să îndeplinească o serie de condiții:

#### Criterii esențiale
Se referă la hidrogeologia locului și la stabilitatea sa tectonică. Pentru a se minimaliza eventuala difuzie a materialului radioactiv prin straturile geologice, este necesar ca rocile să fie foarte puțin permeabile și să prezinte un gradient de sarcină hidraulică scăzut. Pentru a se realiza o modelare fiabilă a mișcării (direcție, viteză și intensitate), trebuie cunoscută cât mai bine hidrogeologia locală. Depozitul trebuie să aibă o stabilitate ridicată, astfel încât evenimentele geologice potențiale (glaciațiuni, mișcări verticale, seisme), să nu afecteze decât într-o manieră limitată locul de stocare. Tehnici moderne de explorare geologică a straturilor profunde permit nu numai identificarea faliilor sau a altor accidente importante, dar și datarea lor în timp. Această geocronologie prezintă un interes ridicat: cu cât o zonă este mai ferită de evenimente pentru mai mult timp, cu atât stabilitatea sa va fi asigurată pentru un timp mai îndelungat.

#### Criterii importante
Includ proprietățile mecanice, geochimice, profunzimea minimală (300-700 m), proprietățile termice, absența de interes potențial pentru o exploatare ulterioară.

#### Factorii favorabili
Sunt reprezentați de coeficientul de diluție la drenaj, distanța față de sursele de apă și grosimea stratului utilizabil. Acești factori sunt avuți în vedere pentru alegerea unui strat geologic omogen cât mai gros cu putință.

## Aspecte legislative
Încă din 1958, Comitetul științific al Națiunilor Unite pentru studiul acțiunii radiațiilor ionizante (UNSCEAR) a avut în vedere promovarea de acorduri internaționale în domeniul gestiunii deșeurilor radioactive. În 1960, Agenția Internațională pentru Energie Atomică (IAEA) a organizat la Monaco o conferință cu privire la deșeurile radioactive, indiferent de forma acestora. Până în 1969, deșeurile radioactive au fost depozitate în locurile în care acestea au fost produse, în condiții lăsate la aprecierea producătorilor. Cum însă problema a căpătat amploare în urma dezvoltării rapide a energeticii nucleare, statele s-au obligat să colecteze și să stocheze deșeurile radioactive în condiții satisfăcătoare de siguranță și radioprotecție. În urma presiunii opiniei publice, începând cu 1975 au început să se legifereze condițiile în care pot avea loc diferite activități nucleare și modul în care vor fi depozitate deșeurile radioactive de viață lungă.
În România sunt în vigoare următoarele legi care impun limitarea și controlul activității în domeniul managementului deșeurilor radioactive (Monitorul Oficial al României, 2000):
- Legea 43/1995 privind ratificarea Convenției de Securitate Nucleară;
- Legea 111/1996 privind desfășurarea în siguranță a activităților nucleare (reeditată în 1998);
- Legea 137/1997 privind protecția mediului.